# Откомб

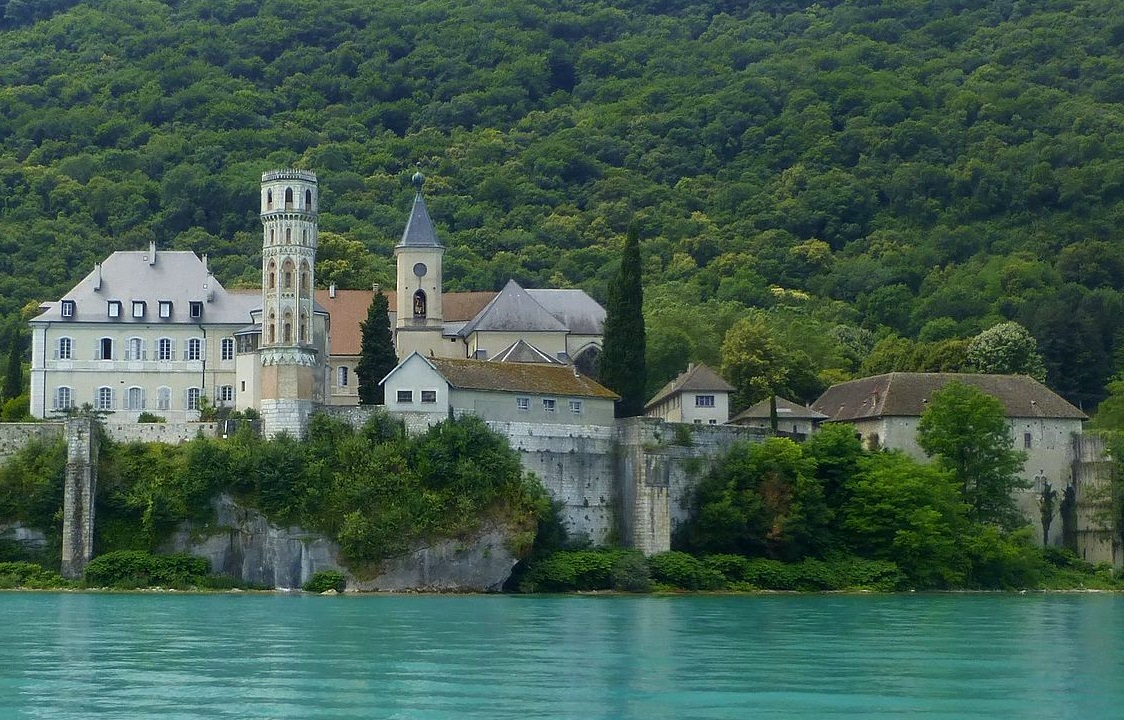
Вид на аббатство со стороны озера

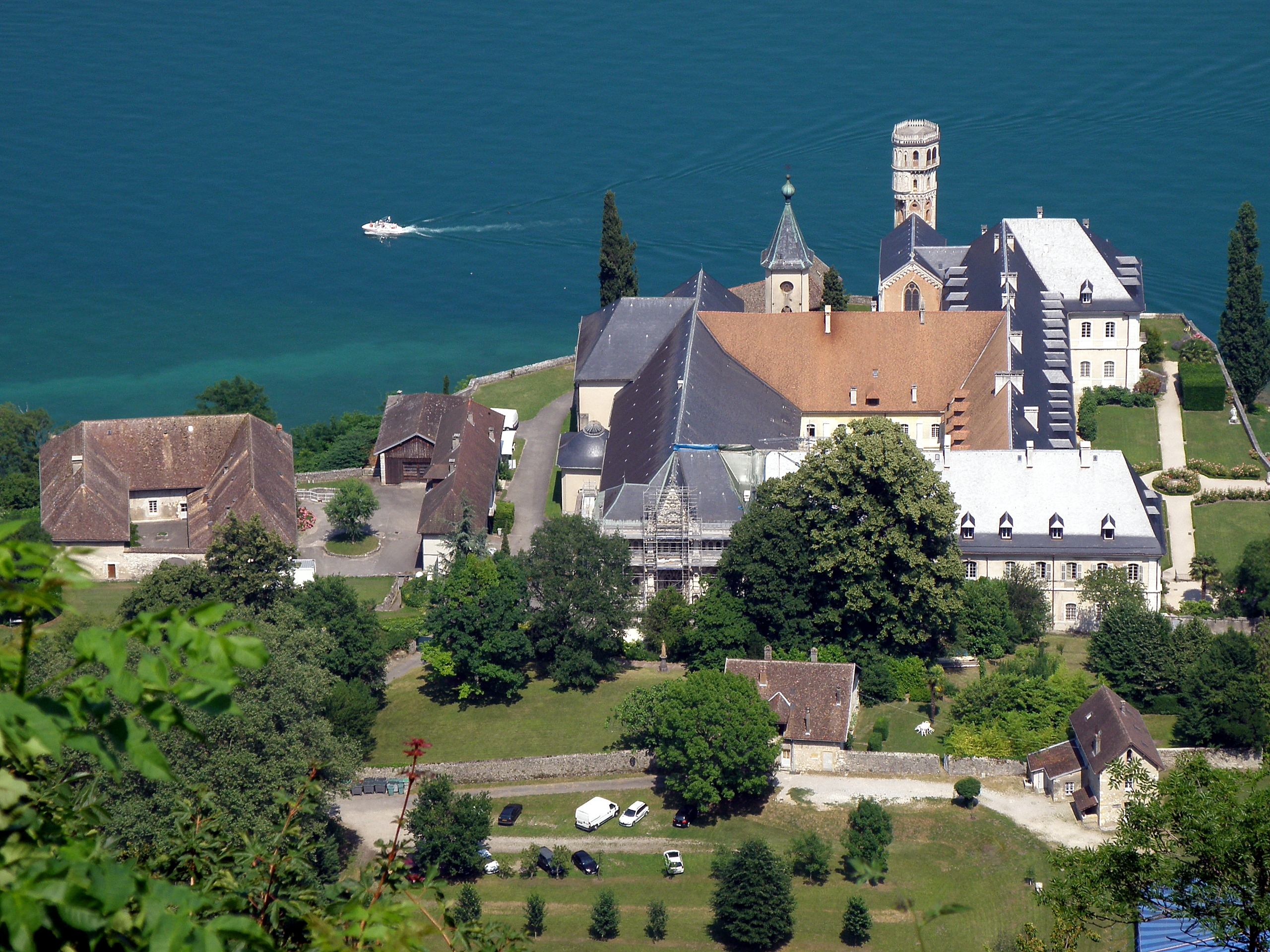
Вид с противоположной стороны

Откомбское аббатство (фр. Abbaye d’Hautecombe, ит. Abbazia di Altacomba, лат. Altæcombæum) — бывший цистерцианский монастырь в Савойе, на западном берегу Лак-дю-Бурже, крупнейшего озера Франции. На протяжении столетий служил усыпальницей савойских монархов и членов их семей, однако в годы Французской революции подвергся поруганию и разграблению. Восстановление аббатства в XIX веке стало первым крупным проектом итальянской неоготики.
Аббатство Альтакумба (лат. Altacumba, переводится как «высокогорная долина») основали в 1101 г. выходцы из аббатства Оль, что у берегов Женевского озера в нынешней Швейцарии. В 1125 г. монастырь был переведён на земли, дарованные ему графом Амадеем III Савойским. В 1135 г. монахи учредили дочерний монастырь в Лацио — аббатство Фоссанова в 100 км от Рима; там умер Фома Аквинский.
В Средние века аббатство процветало благодаря покровительству Савойского дома. Большинство построек выдержано в готическом стиле. Во второй половине XVIII века была проведена реконструкция монастырских строений. С началом Революционных войн аббатство было (в 1792 г.) секуляризовано французскими властями и продано частным лицам, которые наладили здесь производство фаянса.
В 1824 г. сардинский монарх Карл Феликс распорядился выкупить аббатство и восстановить его в средневековом духе. Для погребения Карла Феликса и его супруги была устроена особая часовня, щедро украшенная скульптурой и живописью. Братия восстановленного аббатства была приглашена из Сенанка. В 1860 г. территория Савойи, включая аббатство, выбыла из состава земель Савойского дома и перешла под юрисдикцию Франции.
Бенедиктинцы, населявшие приозёрный монастырь с 1922 г., в 1992 г. уехали в горы из-за растущего наплыва туристов. Их место заняли представители одного из экуменических течений в католичестве («общество Нового пути»). В 1983 г. в аббатстве прошли похороны последнего итальянского короля Умберто II.

Надгробия членов Савойского дома
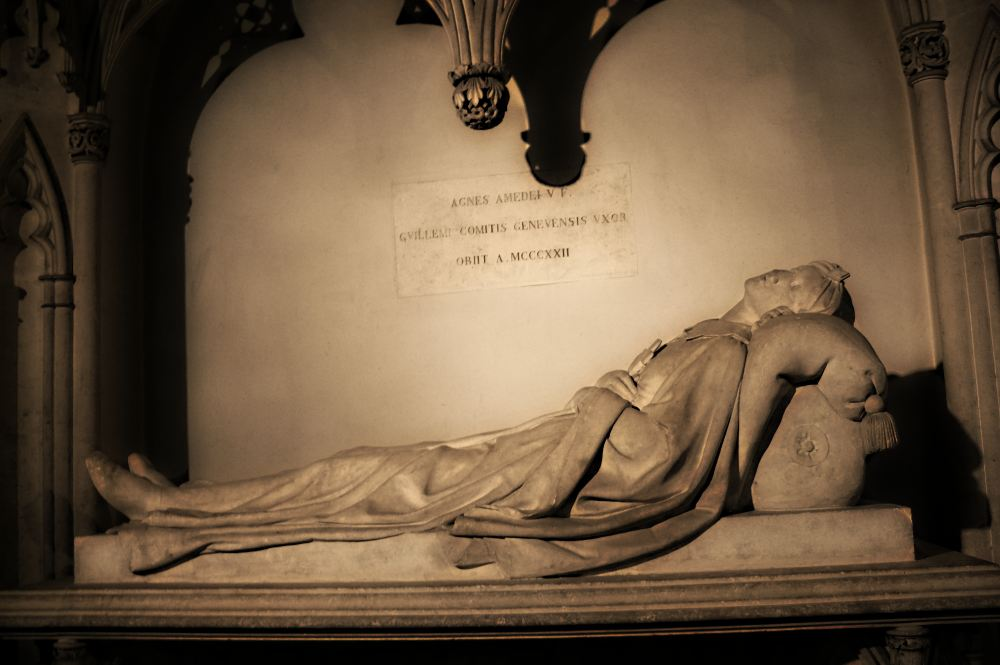
Агнесса Савойская
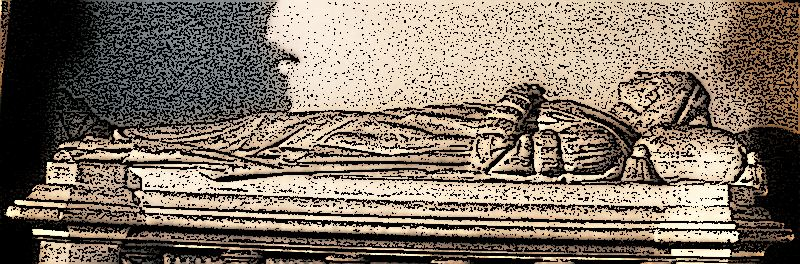
Беатриса Савойская
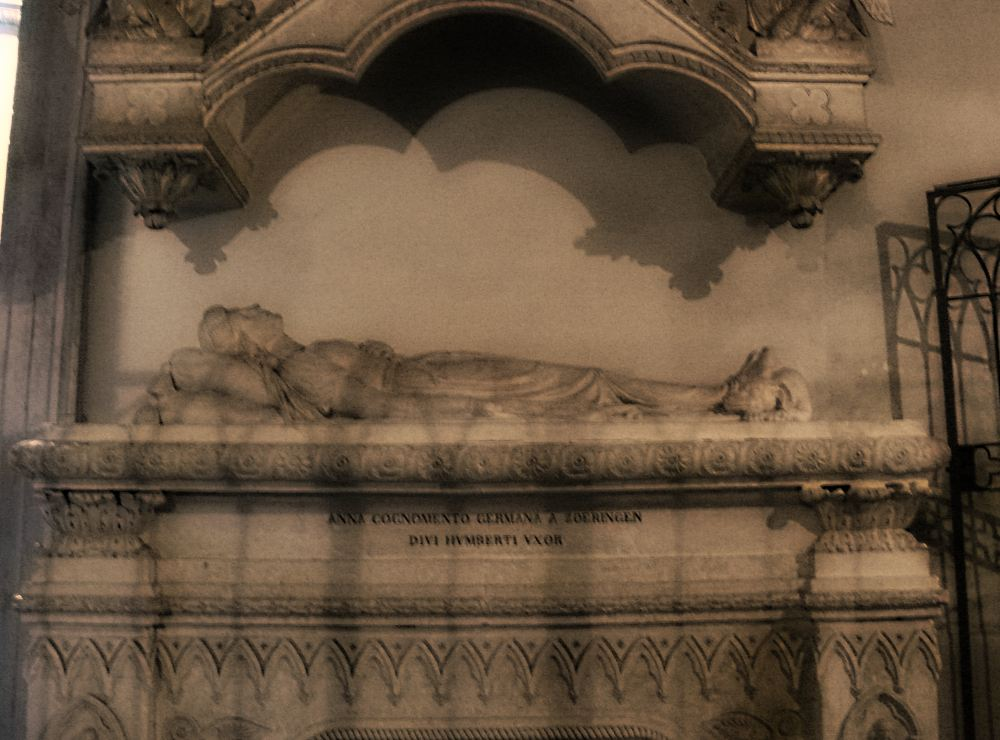
Клеменция, жена Генриха Льва
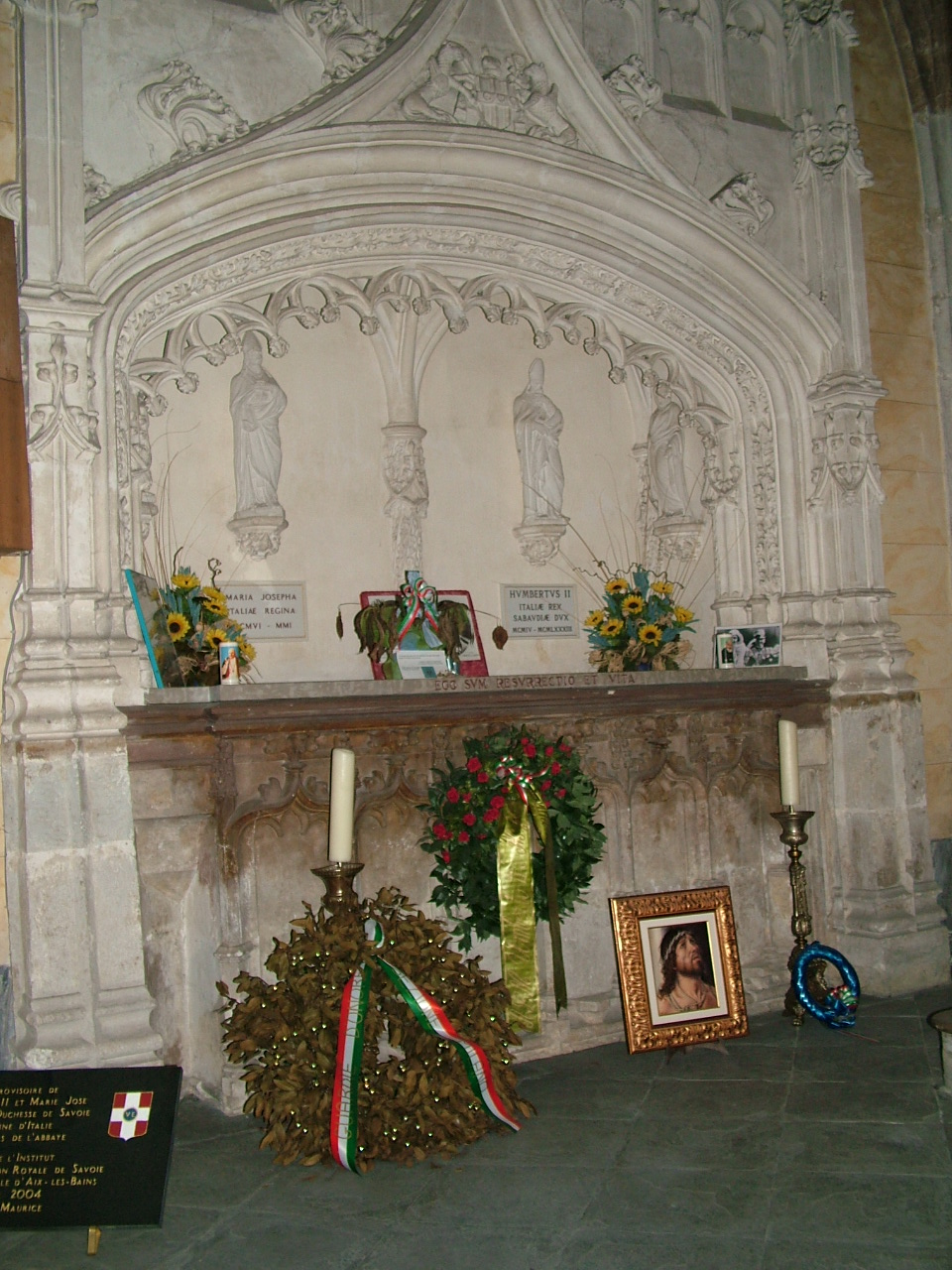
Умберто II, последний король Италии